# Андерсон, Хейли
Хейли Данита Андерсон (англ. Haley Danita Anderson; род. 20 ноября 1991, Санта-Клара, Калифорния, США) — американская пловчиха, серебряный призёр Олимпийских игр 2012, двукратная чемпионка мира, чемпионка и призёр летней Универсиады 2011, младшая сестра чемпионки Олимпийских игр 2012 по плаванию в эстафете 4×200 м, Алиссы Андерсон.

## Биография
В 2009 году Хейли отобралась на чемпионат мира, но заняла 28-е место на дистанции 800 м и 9 на 1500 м.
В 2011 году выиграла «золото» и «серебро» на летней Универсиаде.
В 2012 году Хейли Андерсон выиграла серебряную медаль на Олимпийских играх на дистанции 10 км, уступив 0,4 секунды венгерке Эве Ристов.
В 2013 году завоевала золотую медаль на чемпионате мира на дистанции 5 километров.
В 2015 году на чемпионате мира выиграла «золото» на 5 километрах и стала двукратной чемпионкой мира.
В 2017 году выиграла серебряную медаль на чемпионате мира в смешанной эстафете 4x1,25 км.
На чемпионате планеты 2019 года в корейском Кванджу во второй соревновательный день, на дистанции 10 километров, она пришла к финишу второй, отстав от победителя на 0,9 секунды.